# 李続賓

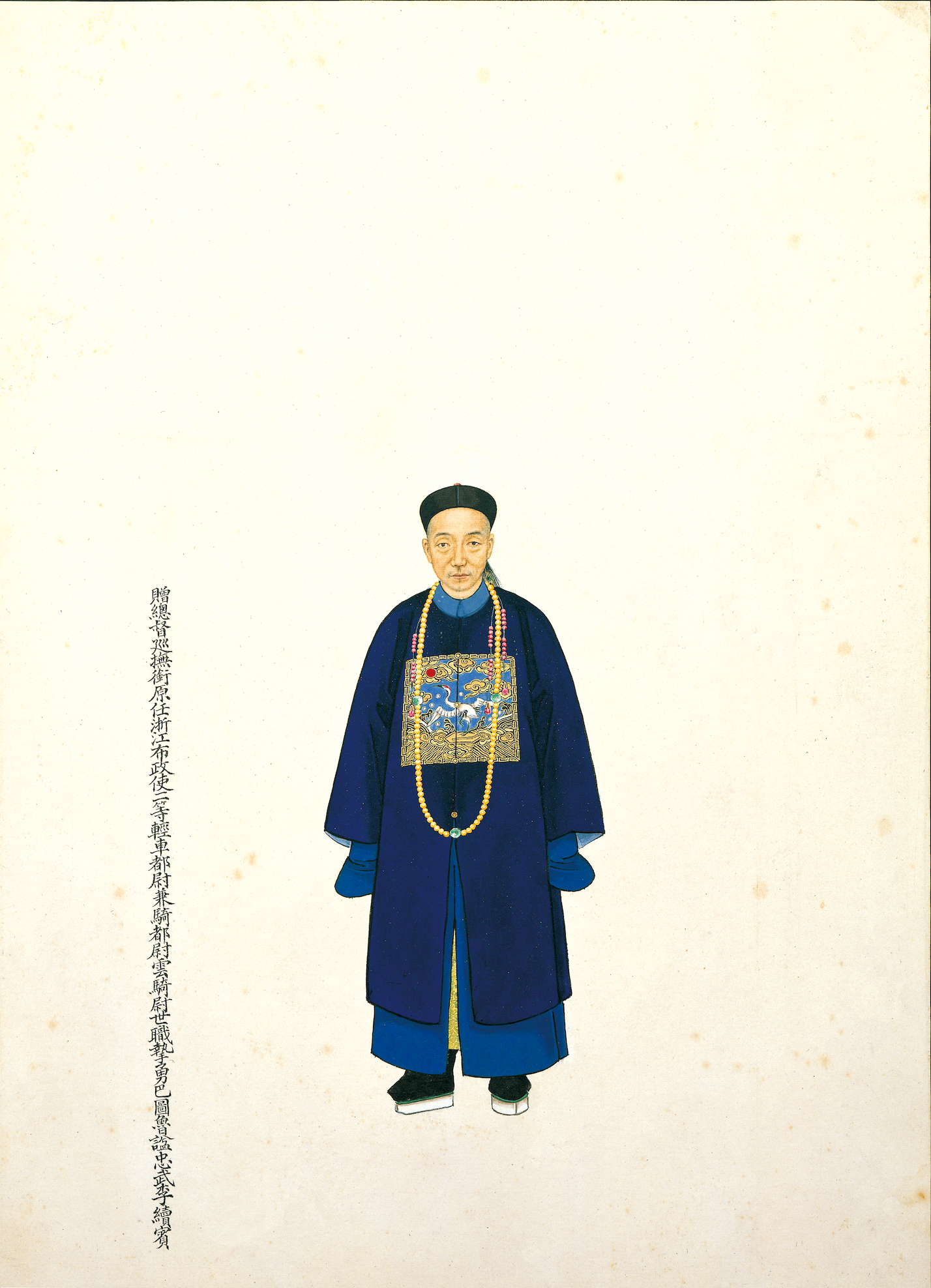
李続賓

李 続賓（り ぞくひん、Lǐ Xùbīn、1817年 - 1858年11月15日）は、清末の官僚、太平天国の乱の際の湘軍の指揮官。字は迪庵または克恵。
湖南省湘郷県（現在の漣源市荷塘鎮古楼村）の小地主の家庭に生まれる。弟に李続宜がいる。1852年、師の羅沢南に従って後に湘軍に発展する湖南の団練に加入し、江西省を転戦した。1854年、太平天国の西征軍が長沙に迫ると、湘潭・岳州で太平天国軍を破り、知県に抜擢された。さらに武昌の奪回に成功し、知州に昇進した。
その後、またも江西省で太平天国軍と戦うが、太平天国軍に再び武昌を奪回された。1856年12月、湘軍を率いて太平天国軍から武昌を陥落させた後、水を張った塹壕を建設する戦術で太平天国軍の反撃を防いだ。その功で翌年、浙江布政使に任命された。
1858年、長江を下って、李続賓軍は九江を包囲した。さらに安徽省に入ったが、廬州（現在の合肥市）近郊の三河の戦いで太平天国軍に敗れ戦死した。